# Добрословешть
Добрословешть, Добрословешті (рум. Dobroslovești) — село у повіті Васлуй в Румунії. Входить до складу комуни Зеподень.
Село розташоване на відстані 284 км на північний схід від Бухареста, 17 км на північний захід від Васлуя, 43 км на південь від Ясс.

## Населення
За даними перепису населення 2002 року у селі проживали 394 особи, усі — румуни. Усі жителі села рідною мовою назвали румунську.